# Alberti von Enno

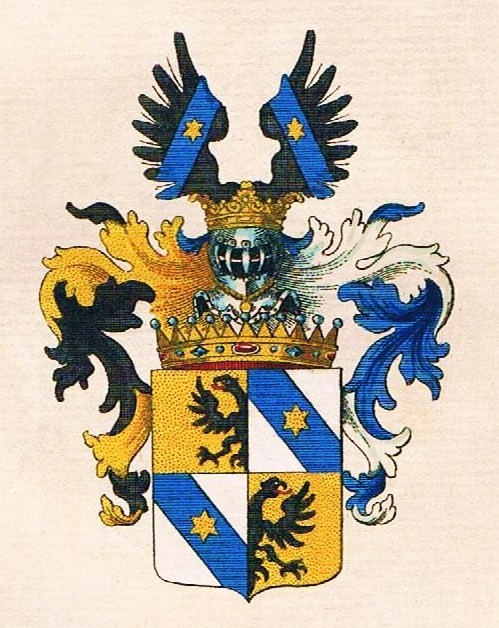
Wappen der Grafen Alberti von Enno, 12. Oktober 1714

Die Grafen Alberti von Enno, auch Alberti di Enno, sind ein Tiroler Adelsgeschlecht, das in ihrer Geschichte mehrere hohe geistliche Würdenträger stellte.

## Geschichte

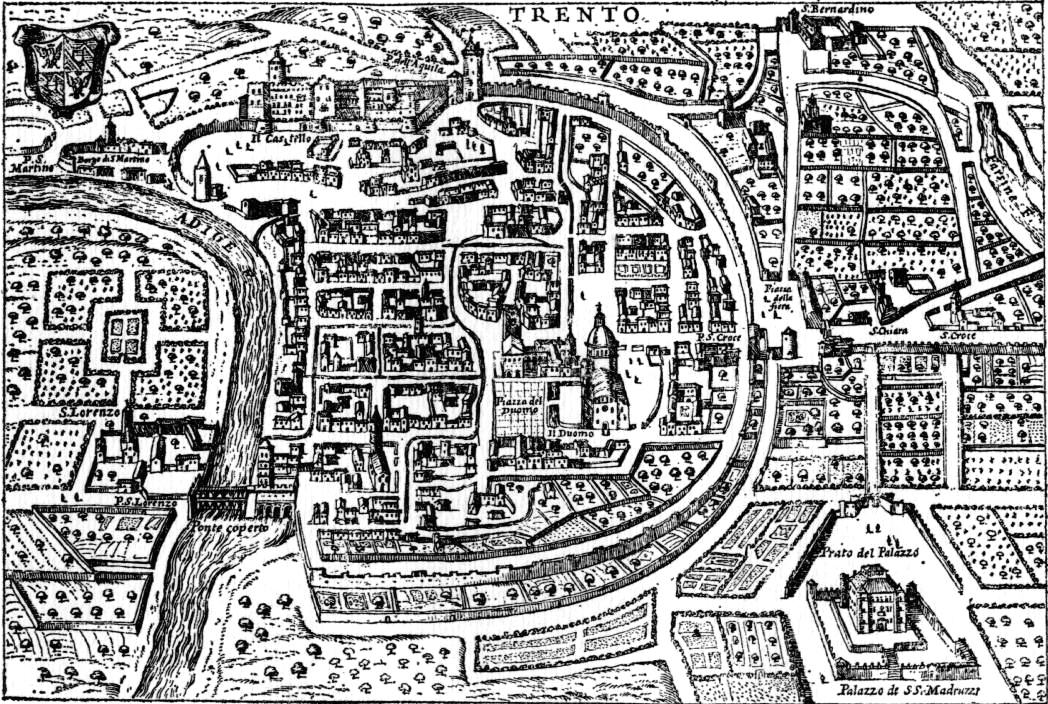
Holzstich von Trient 1761

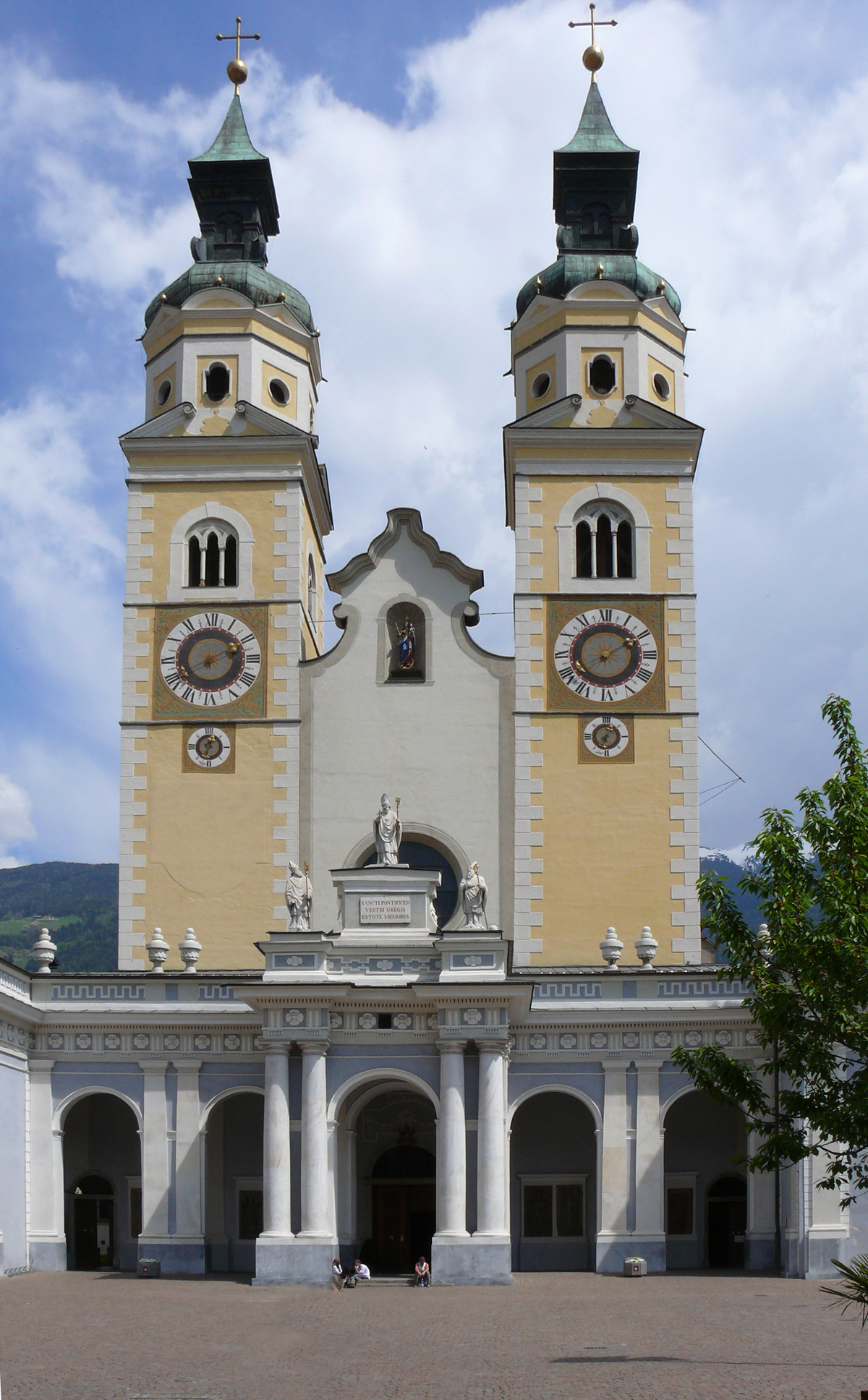
Dom von Brixen

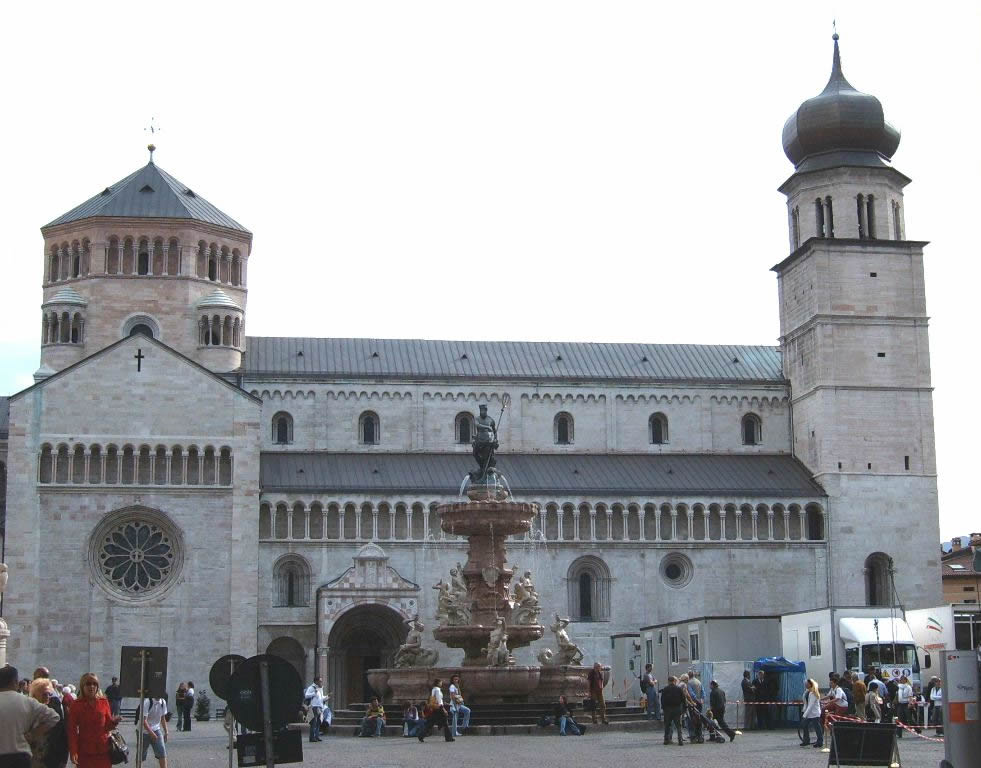
Dom von Trient

Das Geschlecht hieß ursprünglich „Bagnena“ und kam frühzeitig ins Tridentinische, wo sie das Schloss Enn erwarben. Sie nannten sich fortan „Enn“ bzw. „Enno“ nach dem Stammschloss auf dem Ennsberg im Bistum Trient. Der Beiname „Alberti“ ist nur als Taufname, wahrscheinlich zu Ehren zweier von Robert von Enno abstammenden Bischöfe zu Brixen, die diesen Vornamen führten, dem Geschlechtsnamen beigefügt worden. In den Urkunden der Innsbrucker und Trienter Archiven werden ein Engelfried und Ezzelin von Enno genannt, welche um 1010 lebten, erwähnt, jedoch nimmt man allgemein Oluradin, den Sohn des Letzteren, als Stammvater an. Er besaß außer den Schlössern Enno und Coronna auch die Ortschaft Runo und war 1190 als Zeuge bei einem Kaiser Heinrich VI. betreffenden Akt erwähnt. Seine Söhne Robert und Jacob, die die Lehensabhängigkeit vom Bischof von Trient anerkennen mussten, stifteten zwei Linien.
Roberts Nachkommenschaft kam zu großem Ansehen, von diesem stammte im dritten Gliede der oben erwähnte Albert I. von Enno († 2. November 1336), der von 1323 bis 1336, nach anderen nur bis 1328, Fürstbischof zu Brixen gewesen war sowie auch sein Neffe Albert II. von 1374 bis 1377 dieses Amt bekleidete, doch erlosch diese Linie im 15. Jahrhundert. Jacobs Nachkommenschaft war zahlreich und breitete sich dermaßen aus, so dass 1424 siebzehn verschiedene Zweige bestanden, von denen mehrere sich durch eigene Zunamen unterschieden, immer aber den gemeinschaftlichen ersten Geschlechtsnamen „von Enno“ beibehielten. Im 7. Gliede von Jacob stammten die Söhne des Bertus: Johann und Nikolaus, die den Namen de Bertis von Enno führten und von denen Johann das Geschlecht fortführte.
Die Nachkommen des Letzteren im vierten Glied waren vier Brüder, die in Trient ansässig wurden und den Beinamen de Bertis in de Alberti veränderten. Zu diesen bei Hofe sehr angesehen vier Brüdern gehörte Albert, Kanonikus zu Trient und Nikolaus (Niclas) Alberti von Enno, dessen Sohn, den Doktor der Rechte Gervasius, den Kaiser Ferdinand I. 1500 als Gesandten nach Rom geschickt hatte. Sie erhielten von besagtem Kaiser die Bestätigung ihres altritterliche Adelstandes mit Wappenbesserung am 9. März 1537 zu Prag Gervasius, der Günstling des Kaisers, hatte drei Söhne, von denen Septrinus zu Enno seinen Namen fortpflanzte, der nebst den alten Lehensgütern das Schloss St. Magdalena als Lehen vom Deutschen Orden besaß. Georg war Domherr und fürstlicher Hofkanzler zu Trient und von Kaiser Rudolph II. zum Pfalzgrafen und Auditor Rotae Romanae für die deutsche Nation ernannt. Der dritte, Joseph, anfangs in portugiesischen Kriegsdiensten, war Vater des gelehrten Jesuiten Albert de Albertis, (* 1593), und Großvater von Joseph Victor, des Fürstbischofs zu Trient.
Die drei Urenkel des Gervasius II., Joseph Victor, Franz Felix und Franz Sigmund wurden mit ihrer Nachkommenschaft von Kaiser Karl VI. am 12. Oktober 1714 in den erbländisch österreichischen Grafenstand mit „Hoch- und Wohlgeboren“ erhoben. Joseph Victor starb 1695 als Fürstbischof zu Trient, Franz Felix (* 19. April 1634 in Trient), der Bruder des Letzteren, war mit Arcangela Edlen von Saracini zu Belfort vermählt und von seinen drei Söhnen Gervasius Vigilius Matthäus (* 25. Februar 1682 in Trient; † 1725 ebenda), Franz Sigmund und Joseph Victor hinterließ der Erstere, bischöflicher Hofrat zu Trient, vermählt mit Barbara Gräfin von Bortolazzi, zwei Söhne: Franz Felix († 1762,) Fürstbischof zu Trient und Bartolomäus Sigismund (* 14. Oktober 1702 in Trient; † 1780), der mit Therese Gräfin von Migazzi zwei Söhne zeugte: Franz Felix, Domherr zu Trient († 1804), und Gervasius Franz (* 30. August 1734 in Trient; † 1808 ebenda), k. k. Kämmerer, vermählt mit Johanna Gräfin von Spaur und Valeur und Pflaum (* 21. November 1744; † 1. Dezember 1771), von dem die jetzigen Glieder der Familie abstammen. Das Haupt der Familie war danach Graf Christoph Bartholomäus (* 17. November 1764; † 1843), k. k. Kämmerer, in zweiter Ehe verheiratet mit Maxentia Gräfin von Arz und Wasegg. Der Sohn aus dieser Ehe, Joseph Maria (* 4. September 1799 in Pergine bei Trient; † 16. Dezember 1844), vermählte sich 1824 mit Aloise Gräfin von Spaur (* 15. April 1804; † 22. September 1862). Die Brüder des Grafen Christoph waren Bartholomäus (* 1768), Comtur des Malteserordens und Franz Felix (* 25. September 1770), zuerst vermählt am 20. Januar 1793 mit Ernestine Edle von Herrmann (* 4. März 1773; † 17. März 1824), sodann am 26. August 1829, mit Katharina Leonardelli († 5. Juni 1833). Graf Josef Alberti di Enno wurde 1878 wegen Diebstahls mit der Aufhebung des Grafenstandes bestraft. Die Grafen Alberti di Enno dürfen nicht mit dem Geschlecht der Grafen Alberti von Poja oder dem der Grafen von Pola verwechselt werden, die auch unterschiedliche Wappen führen.

## Persönlichkeiten
- Albert I. von Enno († 1336), war von 1323 bis 1336, nach anderen nur bis 1328, Fürstbischof zu Brixen.
- Albert II. von Enno († 1379), Neffe des Obigen, war von 1374 bis 1377, nach anderen bis 1379, Fürstbischof zu Brixen.
- Georg Pfalzgraf Alberti von Enno (* um 1550) war Domherr, fürstlicher Hofkanzler zu Trient und Auditor Rotae Romanae. Er wurde von Kaiser Rudolph II. zum Pfalzgrafen ernannt.
- Josephus Victorius Alberti von Enno (Giuseppe Vittorio Alberti di Enno) (1623–1695) war von 1689 bis 1695 Fürstbischof zu Trient.
- Franz Felix Graf Alberti von Enno (Francesco Felice Alberti di Enno) (1701–1762) war von 1758 bis 1762 Fürstbischof zu Trient.
- Franz Felix Graf Alberti von Enno († 1804) war Domherr zu Trient.
- Joseph Victor Graf Alberti von Enno, Bruder des Obigen, war Kanzler des Bistums Trient.
- Albrecht Graf Alberti von Enno (1889–1963), Jurist, 1930–34 Landesführer im Österreichischen Heimatschutz

## Wappen
- Stammwappen: In Silber ein blauer, mit einem goldenen sechseckigen Stern belegter schrägrechter Querbalken. Auf dem Helm ein Flug in Farben und Figuren des Schildes. Decken blau und silbern.[1]

- 1714: Quadrierter Schild. 1 und 4 in Gold ein schwarzer, goldbewehrter, halb aus der Teilungslinie hervorsehender Adler. 2 und 3 in Silber ein blauer, mit einem goldenen sechseckigen Stern belegter, schrägrechter Balken. Über der Grafenkrone sieht ein gekrönter Helm, welcher einen offenen, schwarzen Adlersflug trägt. Der rechte Flügel ist schräglinks, der linke schrägrechts mit dem blauen Balken und goldenen Stern belegt. Die Helmdecken sind rechts schwarz und golden, links blau und silbern. Nach anderen neueren Angaben ist der Adler im 1. und 4. Felde golden gekrönt und auf dem Helm der rechte Flügel golden, der linke silbern. Die hier gegebene Abbildung ist Leupold's Adelsarchiv, welches wohl die beste Quelle sein dürfte, entnommen. Die im „Wappenbuche der durchlauchtigen Welt“ gegebene Abbildung hat einige Ähnlichkeit mit dem Wappen der Grafen Alberti von Poja.[3]